# Ultime Décathlon
 (janvier 2018).
L'Ultime Décathlon est une compétition française indépendante de speedrun, discipline vidéoludique parfois e-sportive, consistant à terminer successivement un ensemble de 10 jeux vidéo définis le plus rapidement possible. Créé en 2015 par Yann Chauvière, aussi connu sous le surnom de CdV, et Étienne Laplane, connu sous le pseudonyme de Twyn, cet évènement est mis en avant par la retransmission en direct des tournois qui jalonnent régulièrement la compétition, dans une émission réalisée par Prospère Lucel et diffusée sur la plateforme Twitch. Cette émission permet de mesurer l'évolution des compétences des participants qui, eux-mêmes, pratiquent également en retransmission directe sur Twitch, ou différée sur YouTube.
S'agissant à l'origine d'un défi amical entre CdV et Twyn, l'Ultime Décathlon est devenu une compétition de speedrun ouverte à tous à partir de la deuxième saison. L'émission est initialement présentée par CdV et Twyn, puis Tenkei rejoint l'équipe de présentation pour la quatrième saison uniquement. À la sixième saison, l'émission est également présentée en anglais par Twyn et Mithical9, speedrunner canadien, tandis que CdV continue à commenter l'émission en français avec Khushas, joueur jusqu'alors actif dans l'Ultime Décathlon. À la septième saison, CdV quitte temporairement la compétition et l'équipe organisatrice est élargie autour de Twyn. À la huitième saison, Twyn prend aussi une pause et laisse temporairement l'organisation globale à FrapZC et Contos, deux joueurs actifs depuis les saisons 3 et 4, respectivement. Les retransmissions en anglais sont abandonnées et l'équipe organisatrice change légèrement. À la neuvième saison, CdV et Twyn reprennent le flambeau avec de nombreux changements, comme le système Light/Dark qui offre deux catégories par jeu, ou encore le total de points calculé sur huit jeux, au lieu des dix habituels ainsi qu'une équipe organisatrice remaniée. La dixième et dernière saison s'est déroulée de fin octobre 2022 à début mars 2023.

## Concept

### Principe
Les joueurs inscrits à la compétition ont pour objectif de finir le plus vite possible les dix jeux vidéo imposés, formant une liste de jeux variée, pendant la durée de la saison. Ils doivent donc gérer correctement leur temps afin d'apprendre le plus efficacement possible la totalité des jeux, et s’entraîner durement s'ils veulent exceller et ainsi se trouver en tête de liste. Chaque jeu a sa propre limite de temps dans le cadre de l'événement. Si le joueur termine le jeu avant le temps limite, il indique le temps qu'il a passé pour le terminer. Si le temps limite est atteint alors que le joueur n'a pas encore terminé le jeu, il doit indiquer sa complétion, c'est-à-dire le dernier niveau du jeu qu'il a terminé. Généralement, une preuve vidéo est nécessaire pour qu'un record personnel soit validé.

### Système de points
Tous les jeux reposent sur un des différents systèmes de points bien précis.

#### Système normal
Il est utilisé pour la plupart des jeux jusqu'en saison 3, et pour tous les jeux de la saison 5. En plus du temps limite, ce système comprend également un temps étalon étant proche du record du monde initial. Les cent premiers points sont affectés à la complétion du jeu (par exemple, faire les trois quarts du jeu rapportent soixante-quinze points). Terminer le jeu avant le temps imparti permet de gagner des points bonus. Finir le jeu au temps étalon permet d'acquérir cent points supplémentaires. Enfin, finir à la limite du temps maximal n'apporte aucun point bonus, et les points intermédiaires sont acquis de manière linéaire. Par exemple, terminer le jeu pile entre le temps étalon et le temps maximum rapportera un total de cent cinquante points.

#### Système de double complétion
Il est présent dans les saisons 2 et 3, et était utilisé pour les jeux longs et difficiles, et ne comporte pas de temps étalon. Deux cents points sont attribués à la complétion, et des points bonus sont acquis si le joueur finit le jeu avant le temps limite.

#### Système hybride
Uniquement présent pendant la saison 3, il s'agit du système intermédiaire entre le normal et celui de double complétion. Il est du même principe que le système normal, sauf que cent cinquante points sont affectés à la complétion et finir le jeu au temps étalon rapporte cinquante points bonus.

#### Système personnalisé
Apparu dès la saison 4, ce système fixe un nombre de points de complétion propre au jeu proposé, et donc le nombre de points gagnés en finissant le jeu au temps étalon est la soustraction de 200 points par le nombre de points affectés à la complétion (par exemple, un jeu ayant cent trente points de complétion donnera alors soixante-dix points supplémentaires s'il est terminé au temps étalon).

#### Système de double speedrun
Présent à la saison spéciale 4,5 ainsi qu'à la saison 6, il ne donne aucun point de complétion. Ainsi, le joueur commence à gagner des points dès lors qu'il termine le jeu dans le temps imparti, et gagne deux cents points pour le finir au temps étalon.

#### Système de max. complétion
Uniquement présent à la saison spéciale 4,5, il est propre au jeu Metroid: Zero Mission. Le but est de finir le jeu en moins d’une heure et vingt-cinq minutes avec le pourcentage le plus élevé. Deux points sont offerts par pour-cent acquis, donc un total de deux cents points est attribué si le jeu est fini à cent pour-cents dans le temps imparti. De plus, quarante points supplémentaires sont donnés si le jeu est terminé au temps étalon.

#### Système de double arcade
Uniquement présent à la saison spéciale 4,5, il est propre au jeu Ikaruga. Le joueur doit perdre le moins de vies possible tout en terminant le jeu dans le temps imparti. Il n'y a aucun point de complétion. Chaque vie perdue supprime quatre points chacune, donc si le joueur finit le jeu sans perdre de vie, il gagne alors le maximum de points, c'est-à-dire deux cent vingt.

#### Système de survie
Uniquement présent à la saison spéciale 4,5, il est propre au jeu Devil Daggers. Il est en fait un système contraire au principe même du speedrun. En effet, plus le joueur survit longtemps dans le jeu, plus il gagne de points, jusqu'à obtenir un maximum de deux cents points s'il reste en vie au-delà de dix minutes.

## Championnat
Le championnat est apparu dès la saison deux et met en avant tous les records personnels de chaque participant. Ces derniers obtiennent généralement de nouveaux records personnels en jouant hors-émission, c'est pourquoi cette façade de la compétition est peu diffusée. Le cumul des records personnels du joueur sur tous les jeux auxquels il a joué lui donne son score, basé sur le système de points évoqué ci-dessus, au classement général, mais il existe également un classement pour chaque jeu ainsi que des classements intermédiaires (par exemple le classement du tétrathlon à la troisième saison, regroupant les quatre premiers jeux). Pour la troisième saison, un trophée fut remis au vainqueur du championnat.

## Tournois
La partie Tournois de la compétition est celle qui est diffusée pour l'émission,, et est donc déjà en place dès la première saison. Ici, les joueurs s'affrontent en direct et n'ont donc qu'une seule tentative pour faire du mieux qu'ils peuvent. Certains tournois sont ouverts à tous et d'autres non. Il est possible, dans certains tournois, de gagner des récompenses cosmétiques en fonction de la position du participant au tournoi : le premier gagnera une étoile d'or, le deuxième une étoile d'argent, le troisième une étoile de bronze, et les joueurs de la quatrième à la dixième position remporteront une étoile de papier. Pour les tournois éliminatoires de la saison 5, des étoiles noires sont données à chaque fois que le joueur se qualifie au tour suivant.
Il est à noter que cette facette de la compétition n'est pas présente dans les éditions spéciales.

### Tournois classiques
N'importe quel participant peut y prendre part. La plupart de ces tournois se font le samedi, avec un corpus de jeux bien précis et déjà prévu, mais il existe aussi d'autres tournois classiques se déroulant d'autres jours, comme les tournois "Des roues et des étoiles", pendant la saison trois, où les jeux du tournoi sont tirés en direct à l'aide d'une roue virtuelle, ou bien les tournois individuels à élimination directe, pendant la saison quatre, où les participants s'affrontent deux à deux sur un jeu en particulier, et se frayent chacun leur chemin sur la grille de tournoi jusqu'à ce que les deux meilleurs joueurs s'affrontent sur un duel final.

### Tournois spéciaux
Les tournois spéciaux sont également ouverts à tout le monde, et les conditions d'affrontement sont les mêmes que dans un tournoi classique. Cependant, les tournois spéciaux ne rapportent aucune récompense cosmétique aux joueurs les plus performants. Nous pourrons citer, comme exemple de tournoi spécial, les tournois fun, où les règles de chaque jeu sont différentes et amusantes, ou bien les tournois par équipe.

### Tournois finaux
Les tournois finaux de chaque saison mettent tous en avant les dix jeux de la saison. Cependant, ces tournois ne sont généralement pas autorisés à tous les participants. En effet, chacun de ces tournois exigent différents critères afin de pouvoir y participer.

#### Saison 1
- Soirée de clôture : Le 18 et 19 septembre 2015, Twyn et CdV se sont affrontés sur les dix jeux de la saison d'affilée (les cinq premiers le premier jour et les cinq autres le lendemain)[12]. Le premier a été élu vainqueur des tournois finaux de la saison[13].

#### Saison 2
- Tournoi de la dernière chance : Il s'est déroulé le 16 février 2016 et a regroupé seize joueurs[14] ayant un minimum de potentiel pour se qualifier en Grande Finale, mais n'y sont pas parvenus d'office car leurs performances au championnat ou aux grandes épreuves[15],[16] n'étaient pas suffisantes. Seuls les deux premiers[14] de ce tournoi ont eu le droit de participer à la Grande Finale.
- Grande Finale : Le week-end du 27 et 28 février 2016, les seize joueurs qualifiés à ce tournoi[17] (six via les grandes épreuves, huit via le championnat et deux via le Tournoi de la dernière chance) se sont affrontés, huit joueurs le samedi et les huit autres le dimanche. Tous les résultats ont été regroupés dans le même classement[18]. Les quatre premiers se sont qualifiés à l'Ultime Finale.
- Tournoi des morts Highlander[19] : Le 3 et 4 mars 2016, les douze autres joueurs n'ayant pas été qualifiés à l'Ultime Finale ont eu une seconde chance de pouvoir y parvenir. Seul le premier de ce tournoi a pu rejoindre les quatre autres qualifiés à l'Ultime Finale[20].
- Ultime Finale : Le 12 mars 2016, les cinq qualifiés (quatre via la Grande Finale et un via le Tournoi des morts Highlander) se sont affrontés directement au lieu habituel du tournage de l'émission à Fougères[20]. Le premier a été élu vainqueur des tournois finaux de la saison[21].

#### Saison 3
- Tournoi de la dernière chance : Il s'est déroulé le 7 août 2016 et a regroupé trente-quatre joueurs (vingt-neuf via le championnat et cinq via leur classement aux tournois ouverts). Seuls les cinq premiers de ce tournoi[22] ont eu la chance de pouvoir participer à la Grande Finale Jour 1[Note 3].
- Grande Finale Jour 1[23] : Elle s'est déroulée le 13 août 2016 et a regroupé trente joueurs (dix-sept via le championnat, huit via leur classement aux tournois ouverts et cinq via le Tournoi de la dernière chance). Les quatre premiers[24] se sont qualifiés à la Grande Finale Jour 2.
- Grande Finale Jour 2 : Elle s'est déroulée le 14 août 2016 et a regroupé dix-sept joueurs (dix via le championnat, trois via leur classement aux tournois ouverts et quatre via la Grande Finale Jour 1). Les quatre premiers[25] se sont qualifiés à l'Ultime Finale.
- Ultime Finale[26] : Le 27 août 2016, les quatre qualifiés de la Grande Finale Jour 2 se sont affrontés à Fougères mais dans une salle de cinéma cette fois-ci[27] Le premier[28] a été élu vainqueur des tournois finaux de la saison.

#### Saison 4
- Tournoi de la dernière chance Jour 1 : Il a ouvert la série des tournois finaux de la saison le 4 mars 2017, rassemblant vingt-sept joueurs (tous via le championnat). Les quatre premiers[29] ont pu continuer leur chemin au Tournoi de la dernière chance Jour 2.
- Tournoi de la dernière chance Jour 2 : Le 5 mars 2017, ce tournoi a rassemblé vingt-sept joueurs (dix-huit via le championnat, cinq via les tournois ouverts et quatre via le Tournoi de la dernière chance Jour 1). Les quatre premiers[30] de ce tournoi ont obtenu leur chance de prendre part à la Grande Finale Jour 1 en tant que participants.
- Grande Finale Jour 1 : Elle s'est déroulée le 11 mars 2017, regroupant un total de trente-quatre joueurs (vingt-cinq via le championnat, cinq via leur classement aux tournois ouverts et quatre via le Tournoi de la dernière chance Jour 2). Les quatre premiers[31] ont atteint la Grande Finale Jour 2.
- Grande Finale Jour 2 : Le 12 mars 2017, ce tournoi a regroupé les douze joueurs les plus remarquables de la saison (quatre via le championnat, quatre via les tournois ouverts et quatre via la Grande Finale Jour 1). Les deuxième, troisième, quatrième et cinquième du tournoi[32] ont obtenu leur participation à l'Ultime Finale[Note 4].
- Ultime Finale[33] : Les quatre finalistes se sont affrontés lors de ce dernier tournoi qui s'est déroulé le 25 mars 2017 à Valenciennes, et plus précisément à la Serre Numérique[34]. Le premier[35] a été élu vainqueur des tournois finaux de la saison.

#### Saison 5
- Tournoi de la dernière chance : La série des tournois finaux de la saison a débuté avec ce tournoi ouvert à tous, chose exceptionnelle pour un tournoi final. Il s'est déroulé le 11 novembre 2017, regroupant dix-sept joueurs. Les quatre premiers[36] ont gagné leur participation à la Grande Demi-Finale.
- Grand Quart de Finale : Situé entre le Tournoi de la dernière chance et la Grande Demi-Finale, il était censé se dérouler initialement le 12 novembre 2017, mais le faible effectif de joueurs qualifiés à ce tournoi a conduit à son annulation et à la migration des qualifiés vers le Tournoi de la dernière chance, bien que ce dernier soit quand même resté ouvert à tous.
- Grande Demi-Finale : Elle s'est déroulée le 18 novembre 2017 et a rassemblé quatorze participants (dix via le championnat et quatre via le Tournoi de la dernière chance). Les quatre premiers[37] ont accédé à la Grande Finale.
- Grande Finale : Elle s'est déroulée le 19 novembre 2017 et a regroupé quatorze joueurs (dix via le championnat et quatre via la Grande Demi-Finale). Les quatre premiers[38] sont parvenus à l'Ultime Finale.
- Ultime Finale : Les quatre finalistes se sont affrontés le 2 décembre 2017 à Émeraude Cinémas dans la commune de Châteaubriant[39]. Le premier[40] a été élu vainqueur des tournois finaux de la saison.

#### Saison 6
- Tournoi de la dernière chance : Il s'est déroulé le 6 octobre 2018.
- Grande Finale : Elle s'est déroulée le 13 octobre 2018. Les quatre premiers se qualifieront à l'Ultime Finale.
- Ultime Finale : Elle s'est déroulée les 26 et 27 octobre 2018 à Fougères. Le premier a remporté le titre de vainqueur des tournois finaux de la saison.

#### Saison 7
- Tournoi de la dernière chance : Il s'est déroulé le 20 avril 2019.
- Grande Finale : Elle s'est déroulée le 27 avril 2019. Les huit premiers se qualifieront aux Ultime Demi-finales.
- Ultimes Demi-finales : Elles se sont déroulées les 17 et 18 mai 2019 au Stunfest à Rennes. Les quatre meilleurs scores se qualifieront à l'Ultime Finale.
- Ultime Finale : Elle s'est déroulée le 19 mai 2019 au Stunfest à Rennes. Le premier a remporté le titre de vainqueur des tournois finaux de la saison.

#### Saison 8
- Tournoi de la dernière chance : Il s'est déroulé le 25 avril 2020.
- Grande Finale : Elle s'est déroulée en deux jours, les 2 et 3 mai 2020. Les deux premiers se qualifieront à l'Ultime Finale, les quatre suivants à l'Ultime Demi-finale.
- Ultime Demi-finale : Elles s'est déroulée le 16 mai 2020 en ligne à cause de la pandémie liée au Covid-19. Les deux premiers se qualifieront à l'Ultime Finale.
- Ultime Finale : Elle s'est déroulée le 17 mai 2020 en ligne pour les mêmes raison. Le premier a remporté le titre de vainqueur des tournois finaux de la saison.

## Saisons
| Saisons            | Saisons                        | Jeux | Période totale                       | Participants actifs | Vainqueur du championnat | Vainqueur des tournois finaux |
| ------------------ | ------------------------------ | --- | ------------------------------------ | ------------------- | ------------------------ | ----------------------------- |
| 1                  | Ultime Décathlon               | Mega Man 2 Teslagrad Super Mario Bros. Hotline Miami 2: Wrong Number Rogue Legacy SteamWorld Dig Super Meat Boy Mario Kart: Double Dash!! 1001 Spikes Dark Souls                                                                                                | De mai au 19 septembre 2015          | 2                   |                          | Twyn                          |
| 2                  | Ultime Décathlon 2             | DeadCore DuckTales Spelunky Super Monkey Ball Metroid: Zero Mission TowerFall Ascension Shadow Warriors II: Ninja Gaiden II Portal Doom II: Hell on Earth Gremlins 2: The New Batch                                                                             | Du 20 septembre 2015 au 13 mars 2016 | 85                  | Millay                   | Deviltifa                     |
| 3                  | Ultime Décathlon 3             | Super Mario Bros. 2 Trials Evolution Mega Man X Left 4 Dead 2 Metal Slug X TrackMania Nations Forever Super Ghouls'n Ghosts Nuclear Throne Lovely Planet Castlevania                                                                                            | Du 9 avril au 28 août 2016           | 568                 | MelwesT                  | Deviltifa                     |
| 4                  | Ultime Décathlon 4             | Dark Souls The Legend of Zelda: A Link to the Past Maldita Castilla Chip 'n Dale: Rescue Rangers Refunct Mega Man 2 Super Mario World Mirror's Edge Nitronic Rush Kuru Kuru Kururin                                                                             | Du 15 octobre 2016 au 26 mars 2017   | 569                 | MelwesT                  | MelwesT                       |
| 5                  | Ultime Décathlon 5             | Super Monkey Ball 2 Mario Kart: Double Dash!! Hammerwatch Rayman Legends SteamWorld Dig Völgarr the Viking Super Metroid: Project Base Quake Cloudbuilt I Wanna Be The Cat                                                                                      | Du 1er juillet au 3 décembre 2017    | 321                 | MelwesT                  | MelwesT                       |
| 6                  | Ultime Décathlon 6             | Shovel Knight Castlevania: Aria of Sorrow A Story About My Uncle Spectraball Cuphead Donkey Kong Country Trials 2: Second Edition Inertia Metal Slug The End Is Nigh                                                                                            | Du 7 avril au 28 octobre 2018        | 224                 | MelwesT                  | Brother_main                  |
| 7                  | Ultime Décathlon 7             | The Messenger Lawn Mower VVVVVV Neo Turf Masters Minit Out There Somewhere TrackMania²: Stadium Wrack Kirby's Dream Land Mega Man I-II-III-IV-V-VI | Du 2 février au 19 mai 2019          | 251                 | [T]aKer                  | Deviltifa                     |
| 8                  | Ultime Décathlon 8             | Action Henk F-Zero Bubble Ghost The Magical Quest Starring Mickey Mouse Extricate Another Perspective Battleblock Theater Heavy Bullets Skyblazer Color Symphony 2                                                                                              | Du 18 janvier au 17 mai 2020         | 141                 | Superlinkgod             | Superlinkgod                  |
| 9                  | Ultime Décathlon 9             | Hollow Knight SteamWorld Dig 2 Mintroid Ghouls 'n Ghosts Unworthy Hamsterball Trials Fusion Kururin Squash! Super Monkey Ball Adventure Vectronom | Du 27 mars au 1er août 2021          | 236                 | Zoph                     | Zoph                          |
| 10                 | Ultime Décathlon 10            | Aladdin Cranked Up Salt and Sanctuary Crash Team Racing Tinykin Disc Room Neon White Spacegulls Lonely Mountains: Downhill Celeste | Du 29 octobre 2022 au 5 mars 2023    | ?                   | Light ? Dark ?           | Light Superlinkgod Dark Oopla |
| Éditions spéciales | Éditions spéciales             | Jeux | Période totale                       | Participants actifs | Vainqueur du championnat | Vainqueur des tournois finaux |
| 1                  | Ultime Décathlon 4,5           | Spelunky Darkwing Duck Ikaruga Rayman Legends Super Castlevania IV ActRaiser Devil Daggers Superhot Nuclear Throne Metroid: Zero Mission | Du 10 avril au 30 juin 2017          | 72                  | Deviltifa                |                               |
| 2                  | Ultime Décathlon Mystery Draft | Tetris A Link to the Past Tricky Towers Trackmania Dishonored SwarmLake Immortal Redneck Curse of the Dead Gods The Dwindle Mega Man X Lonely Mountains: Downhill Mini Metro Into the Breach Thunder Force 4 Open Hexagon Metroid: Zero Mission Power Bomberman | Du 5 septembre au 10 octobre 2020    | 30                  | Stefler                  |                               |

## Logos

Logo de la saison 1
Logo de la saison 2
Logo de la saison 3
Logo de la saison 4
Logo de la saison 5
Logo de la saison 6
Logo de la saison 7
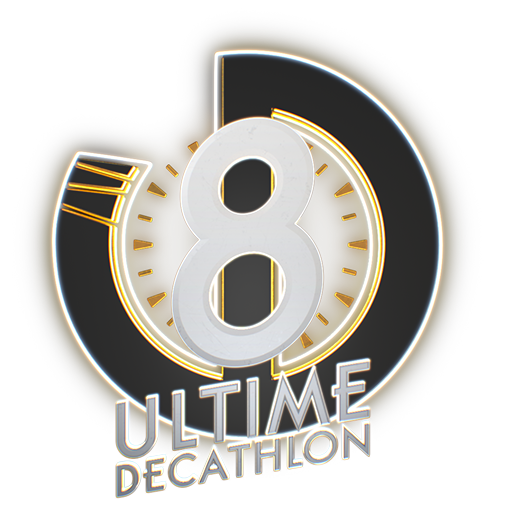
Logo de la saison 8
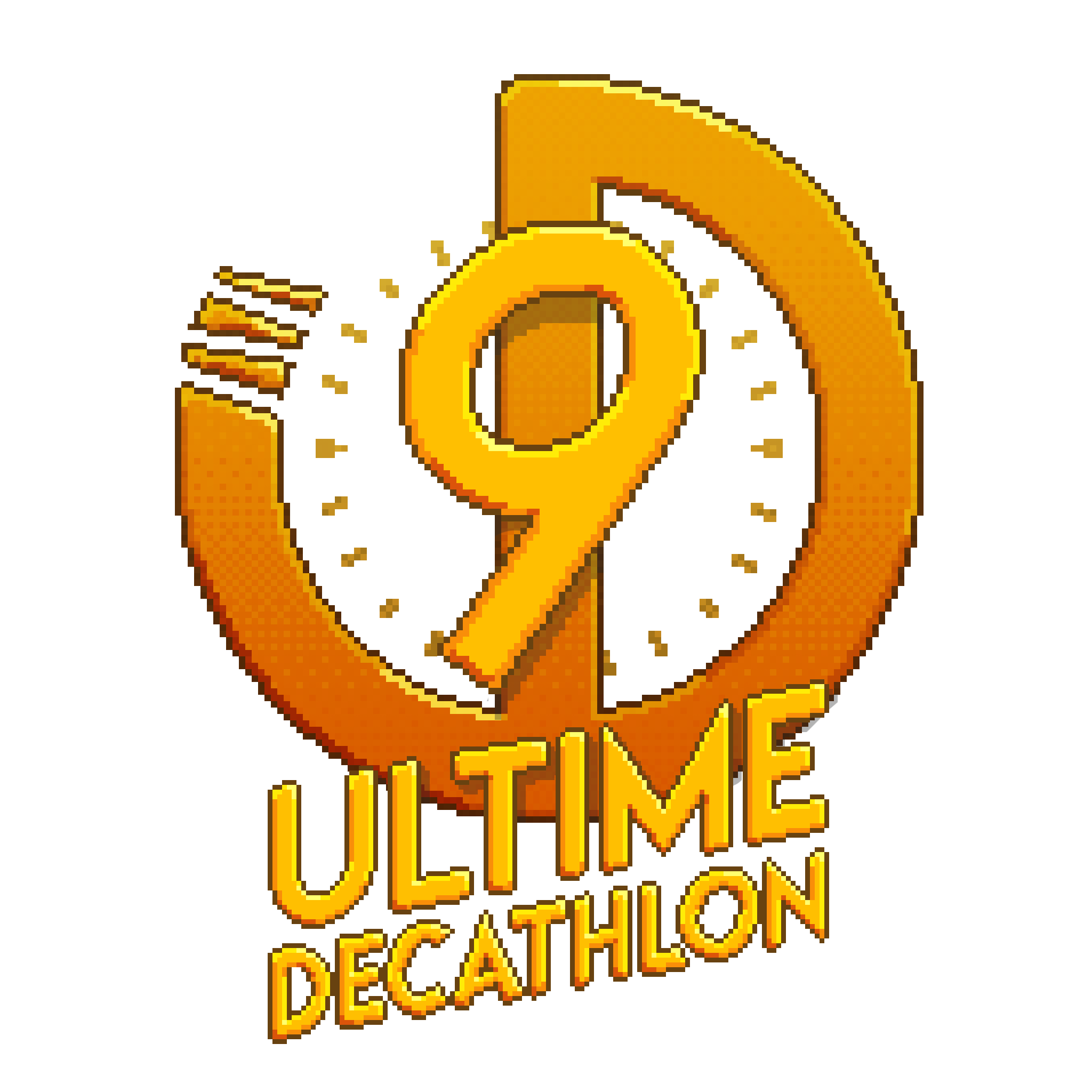
Logo de la saison 9